# ニューイングランド王領
ニューイングランド王領（ニューイングランドおうりょう）またはドミニオン・オブ・ニューイングランド（英: Dominion of New England）は、ジェームズ2世の治世下である1686年から1689年にかけて、ペンシルベニア植民地を除く、ニューイングランド植民地群と中部植民地群に設置されたイングランド王国による植民地。王室直轄地（王冠植民地）。ジェームズ2世が北アメリカの中央集権化を進める中にあって、その多くが自治権を認められていた既存の植民地群を傘下に収める形で統合し、設立された。首都はマサチューセッツ湾植民地の首都で、当時北アメリカで最大の都市であったボストン。
17世紀後半からイングランドは中央集権化が進められており、北アメリカの植民地群を一元に支配（ドミニオン）し、王室直轄地にするという構想は前代のチャールズ2世の時代には既に存在した。この計画ではニューイングランド植民地群だけであったが、1685年にチャールズが崩御すると、後を継いだジェームズ2世は領域を中部植民地群まで含める形で拡大させる形で引き継いだ。そして1686年までにジェームズは対象の植民地の自治権を無視する形でニューイングランド王領を設置した（ペンシルベニアは対象から除かれたが、いずれは統合する予定だった）。ジェームズは自身が治めていたニューヨーク植民地の総督であったエドマンド・アンドロスを王領の総督に命じ、彼は自治権を侵されて反発した植民地群に対し、強権で臨んで、強い反感を買った。ところがわずか3年後に名誉革命が起き、ジェームズが王座を追われた混乱をついて植民地人たちはボストン暴動を起こしてアンドロスや親国王派の高官たちを拘束し、排除した。この結果、王領は瓦解し、統合されていた植民地群はほぼ元に戻った。ただ、名誉革命で国王となったウィリアム3世以降も王領化の試みは続けられ、例えばマサチューセッツ湾植民地はプリマス植民地などと合併させられた上で、（限定的な自治権は認められたものの）マサチューセッツ湾直轄植民地として王冠植民地となった。
なお、イギリスの植民地・海外領土の歴史においてドミニオン（Dominion）は一般に自治領と訳されるが、本項のドミニオンは原義の「支配」の意であり、むしろ住民の自治権を抑圧し、王室に任命された総督の専制統治を認めるものである。

## 背景・前史
17世紀前半、北アメリカと西インド諸島に多くのイングランドの植民地が建設された。その設立経緯は様々であり、バージニア植民地のように勅許会社による植民事業のものもあれば、プリマス植民地やマサチューセッツ湾植民地のように宗教的難民による避難地としての植民、あるいはカロライナ植民地のように貴族や貴族のグループが勅許を受けて領地として開拓するものなどがあった。同時に統治形態も様々であり、住民による自治が認められていたもの（自治植民地）、領主が治めるもの（領主植民地）、また、数の上では少ないが王室の直轄地であるもの（王冠植民地）などが混在していた。加えて同じ自治植民地でも王室から正統な統治権を認められた特許植民地と、そうではない無特許植民地が混在するなど、イングランド本国から見て植民地行政は多元的な様相を呈していた。
それによって生じた下記に挙げる問題点を解決するため、1660年のイングランド王政復古で即位したチャールズ2世は海外植民地の管理を整理・統制しようとした。これは多くの植民地を王室の直轄地にすることを意味していた。

### 貿易の統制
当時の植民地は、個々に他のイングランド植民地との交易、あるいは特にスペインやオランダといったヨーロッパ諸国や、その植民地と直接貿易を行っていた。このため、イングランド本国から独立した独自の交易ネットワークが構築されていた。またイングランド本国の希望としては植民地では食料や嗜好品、素材などの生産を行い、それを本国に輸入する形を考えていた。これは農業主体の南部植民地群では機能したが、気候や植生が異なる北部（ニューイングランド）では産業や交易が盛んになった。結果、北部は織物や皮革製品、鉄製品の生産し始め、それを諸外国と直接取引し始めていた。本国政府は、北部植民地が産業や貿易での競合相手になることを恐れた。
イングランド共和国時代より、イングランド政府は海上交易を統制する意向を強めていた。これが航海法（航海条例）であり、特に1660年代を通じてイングランド議会は植民地の貿易の統制に関する多くの法律を可決し、イングランド本国による管理貿易を押し進めた。航海法は植民地に構築されていたネットワークを阻害するものであり、また、従来の慣行の一部は違法化したために、活動を続ける交易商は事実上の密輸業者になった。
その上でさらに北部植民地に対してこれらを統治するための一元的な政府を設け、植民地人らを産業や貿易からを遠ざけようとした。

### 個々の政治問題に対する一元対処
経済や貿易問題とは別に、個々の植民地に対してイングランド政府の頭を悩ませる問題が発生していた。プリマス植民地とニューヘイブン植民地は、無特許の植民地であり、さらにニューヘイブンは、王殺し（レジサイド）の容疑者を匿っていた。後にメイン州となる領域（メイン植民地）は複数の特許が競合した上に、規模を拡大するマサチューセッツ湾植民地が侵食してくるなど土地所有権を巡る係争地となっていた。また、マサチューセッツは植民地議会が独自通貨の発行を許可し、これは本国から見れば鋳造権の侵害であり、大逆犯とみなした。さらに長らく清教徒神政政治による自治が行われてきたマサチューセッツは、イングランド国教徒を含む非ピューリタンに非寛容で知られ、特にクエーカー教徒に対しては信仰を理由に処刑まで行っていた。
1660年のメアリ・ダイアーの処刑を知ったチャールズ2世は、1661年にはマサチューセッツに対してクエーカー教徒を処刑することを禁じる勅令を出した。以降、チャールズは繰り返し、マサチューセッツに神政政治をやめるよう働きかけたが、彼らは抵抗し、拒絶した。結局、この試みは特許の取り消しという形に発展した。この法的手続きは1683年に始まり、1684年6月に正式に無効になった。

## 王領の設置

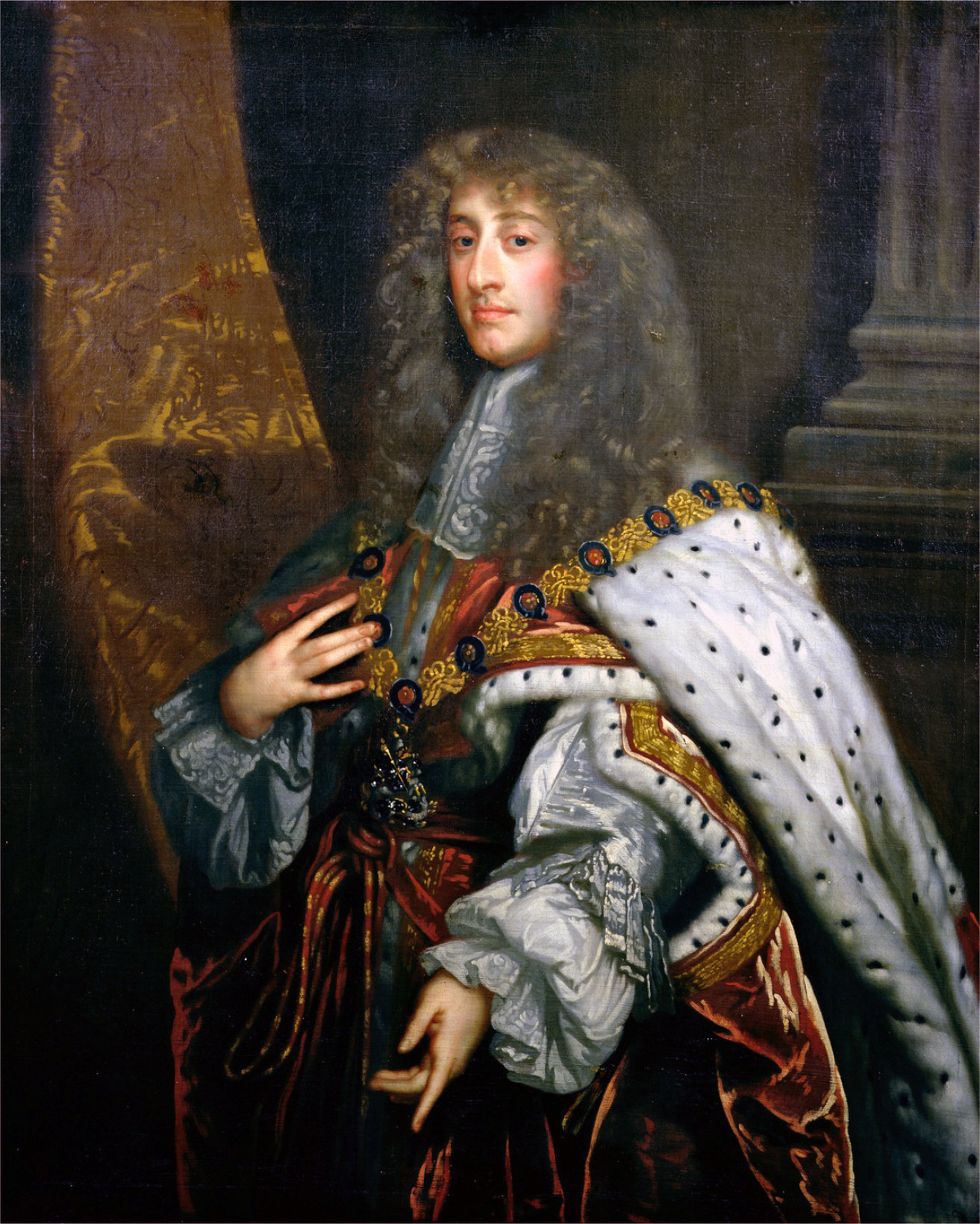
王領の設置を決定したイングランド国王ジェームズ2世の肖像画

マサチューセッツへの特許状取消後、チャールズと商務卿はニューイングランドにおける植民地の少なくとも一部を一元に支配（ドミニオン）し、管理する計画を進めた。この具体的な目的は貿易の統制、土地所有権の慣行をイングランド本国のものと合わせること、軍事事項の調整、行政コストの効率化などがあった。この時点における対象地域はマサチューセッツ湾、プリマス、ニューハンプシャー、メイン、ナラガンセット領（現在のロードアイランド州ワシントン郡）であった。
現地の統治者である総督の任命にあたっては、チャールズはパーシー・カーク連隊長（Colonel）を勅任しようとしていた。ところが1685年2月にチャールズが急死してしまい、いったん計画は棚上げとなった。王弟であったヨーク公がジェームズ2世として即位すると兄の政策を引き継ぎ、1685年後半には再びカークが任命される運びとなっていたが、彼はモンマスの反乱の鎮圧で不評を買っており、任命は見送られた。そこで1685年10月8日、チャールズは新設されるニューイングランド評議会の議長としてマサチューセッツ湾出身のジョセフ・ダドリーを任命した。チャールズとしては本来はニューヨーク植民地の総督を務めたエドマンド・アンドロスを任命する予定であったが、その選定が遅れたための暫定措置であった。
ダドリーの任官はあくまで暫定措置であり、統治主体はダドリー個人ではなく評議会にあり、代議制議会（立法府）は設けないことが明記されていた。
評議員には、旧植民地政府の穏健派が指名された。また、王室より派遣されたニューイングランド情勢の調査官であったエドワード・ランドルフも評議員に選ばれた。
彼は同時に王領書記官（secretary of the dominion）、関税局長、郵政長官などの多くの政府ポストにも併任された。

## ダドリー統治時代

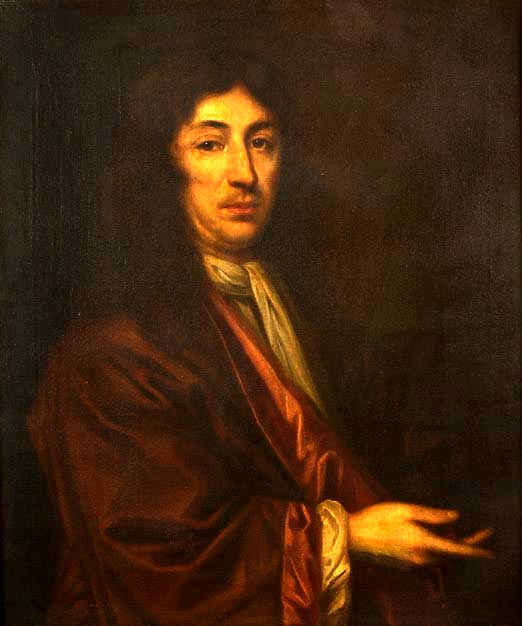
初代首長ジョセフ・ダドリーの肖像画。ただし、彼の任官は本命であるアンドロスの着任までの暫定措置であり、肩書きも総督ではなく議長である。

1686年5月14日、ダドリーの任官を記した特許状がボストンに到着し、5月25日に新政府によるマサチューセッツの統治が正式に始まった。
しかし、王領統治のスタートは悪いものであった。マサチューセッツの多くの判事は、評議会への参加を拒否した。
ランドルフによれば、ピューリタンの判事らは、神が彼ら（ダドリーやランドルフ）が我らが国（マサチューセッツ）に上陸することを許さないだろうと考えていたとし、これまで以上にその権力を主張し始めたという。
植民地軍の将校の選任選挙も、その多くが服務を拒否したため、危ういものとなった。
ダドリーは多くの司法官を任命したが、それらは概して旧特許状を巡る政治論争にあたって国王の決定を支持した穏健派に限られていた。
新政府を襲った次の問題は歳入であった。旧政府は統治権を失うことを見越して1683年に歳入に関わる法律をすべて廃止しており、評議会は新たな歳入法の制定を認めなかった。
わずかに残った税制すら、旧政府が制定したものであるために新政府には課税根拠がないとして、多くの人々が納税を拒否した。
ダドリーとランドルフは、現地への国教（イングランド国教会）の布教にもほとんど失敗したが、これは既存のピューリタン教会を国教会礼拝所として強制的に使用可能にさせるという政治的な危険以外にも、資金不足という側面もあった。
またダドリーとランドルフは、航海法の施行にも努めたが、これは完全なものではなかった。2人は特定の条項が不公平なものだと理解しており、商務卿に是正を提案した。もっとも、マサチューセッツの経済は他の外部要因もあって悪化の一途を辿った。
最終的にはダドリーとランドルフの間でも貿易政策を巡って激しい論争に陥った。
1686年9月9日、商務卿はダドリーの評議会からの請願に基づき、ロードアイランドとコネチカットの両植民地も王領に編入させることを決定した。アンドロスへの委任状（総督への任命状）は6月には発行されていたが、この決定を記した付随書も与えられることになった。

## アンドロス統治時代

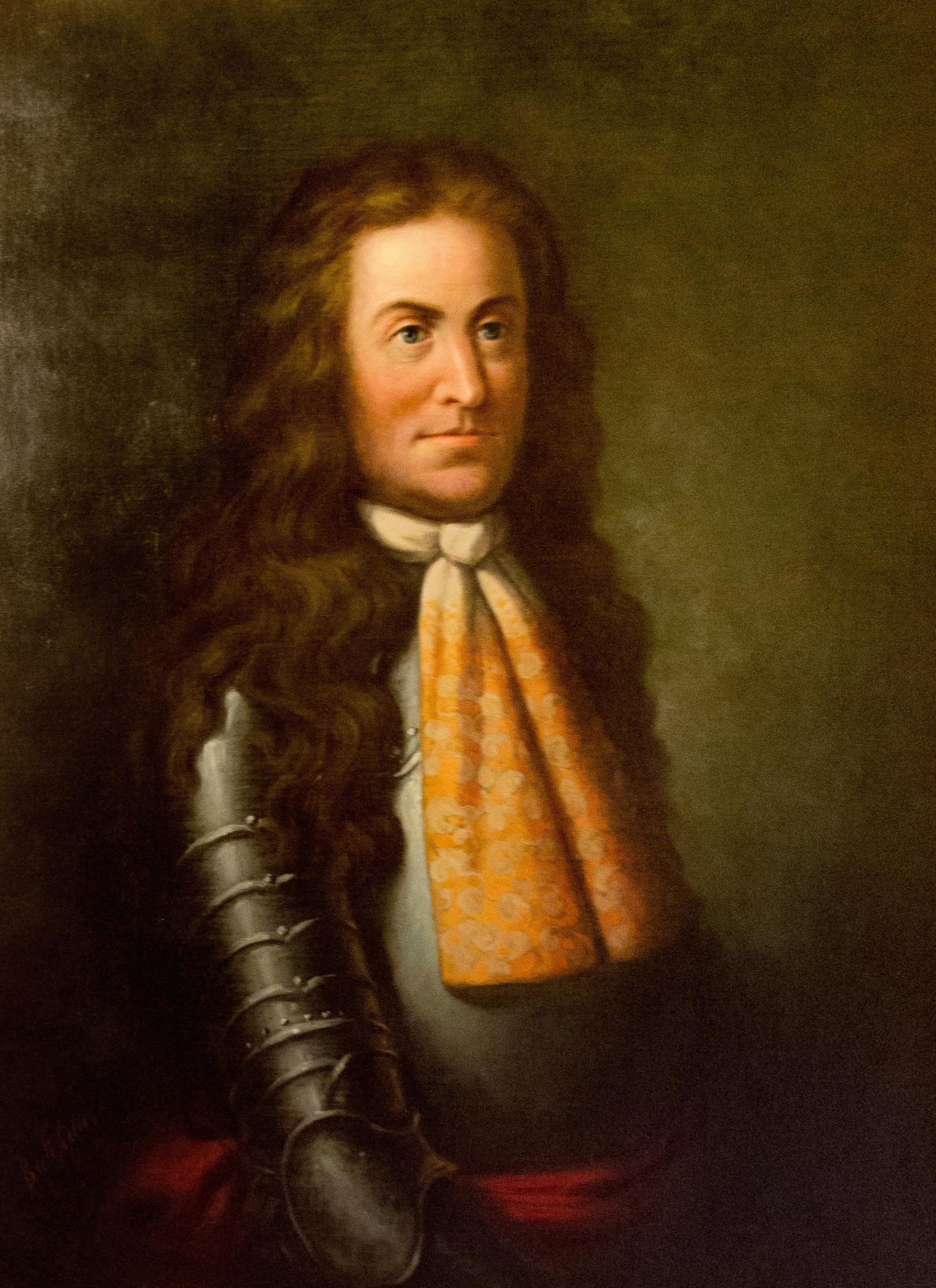
王領の総督を務めたサー・エドマンド・アンドロスの肖像画

1686年12月20日、アンドロスはボストンに着任した。早々に権力を掌握すると強硬な姿勢をとった。彼は植民地人のことを、彼らはイングランドを去った時にイングランド人としての権利を放棄したのだ、と論じた。
1687年に地元の牧師ジョン・ワイズが教会員を集めて課税への抗議集会を開いた。これに対し、アンドロスは彼を逮捕させ、裁判で罰金を課させた。アンドロスの部下は「ワイズ先生、あなたが奴隷として売られない権利なんてもはやないんですよ」と言い放った。

### 国教会形式の礼拝
アンドロスは着任早々に、各ピューリタン教会に、そこでイングランド国教会の礼拝は可能かと諮問した。いずれの教会も礼拝は認めないと拒絶した。そこでアンドロスはサミュエル・ウィラードが牧師を務めていたボストンの第三教会の鍵を提出させ、そこを強制的に国教会の礼拝も可能な場所として使用した。これは、1688年にキングス・チャペルが竣工するまで、ロバート・ラトクリフ牧師の下で行われ続けた。

### 歳入の整備
アンドロスは着任すると王領内の法律をイングランド本国に近づけ、整合性を取る作業に着手した。この作業は非常に時間が掛かるものであったために、1687年3月、アンドロスは既存の法律は改正されるまで有効であるとの布告を行った。前述の通り、マサチューセッツでは既存の税法がすべて廃止されていたがために、地主からなる委員会によって、全領土に適用される税制計画が提案された。
最初の案では主に酒類に対して輸入関税を設けることが提案された。紆余曲折の後、結局、委員会は元のマサチューセッツの税制を復活させることを決めた。この法律では家畜に対する税金が高すぎると考える農民には不評であった。
また、当面の歳入を確保する手段として、酒類の輸入関税を引き上げることもアンドロスによって承認された。
新たな歳入法の施行にあたっては、多くのマサチューセッツの地域社会から激しい抵抗を浴びた。いくつかの町では町の人口と財産を査定する委員の選出すら拒否し、その結果、多くの町の役人が逮捕されてボストンに連行された。この中には罰金を課せられて釈放された者もいれば、職務の遂行を約束するまで投獄されていた者もいた。イプスウィッチの指導者たちは、この法律に最も強く反対の声を挙げていたが、彼らは軽犯罪の罪で逮捕されると有罪判決を受けた。

### タウンミーティング法
自治植民地ではその自治の一環として住民によるタウンミーティングが行われていた。
アンドロスは納税への抗議に対してこれを制限しようとした。具体的には集会は年1回とし、役人の選出時のみ開催できるとした。これ以外のいかなる時期・理由による会議開催は法律で明確に禁止された。このことは人民の代表（議会）の同意なくば課税は認められないとしたマグナ・カルタに違反するとして、多くの住民たちの抗議を呼んだ。

### 土地所有権の整理
アンドロスは植民地における土地所有制度をイングランドのそれに近づけ、税として免役地代（quit-rents）を導入することを命じられていた。問題になったのはイングランドと違って、植民地人の大多数は土地所有者であったことであり、すなわち、この政策は入植者たちの大半に大きな打撃を与えることを意味していた。テイラーは、入植者たちは「安全な不動産は自分たちの自由・地位・繁栄の基礎と捉えており（中略）自分たちの土地所有権への広範に負荷を与える挑戦と感じ、恐怖を覚えた」と説明している。
自治時代のマサチューセッツ、ニューハンプシャー、メインで発行された権利書は、植民地印章の押印がないなど形式的な欠陥がよくあり、その結果、そのほとんどに地代支払いの義務がなかった。
これは例えば、コネチカットとロードアイランドのように植民地の特許を受ける前に交付されており、しばしば所有権を巡る係争の原因となった。
アンドロスがこの問題に対して行ったアプローチは二重に分裂を招いた。
1つにアンドロスは地主に所有権の確認手続きを求めたが、一部の者を除き、大半の地主は自分の土地を失う可能性を考えてこれを無視した。中には総督による土地の収奪を行うための浅はかな口実と捉える者すらいた。
2つに所有権を裏付ける植民地特許の問題があった。プリマスはそもそも特許を受けておらず、マサチューセッツは取り消された特許に基づいて承認された所有権であった。よって広大な土地を所有する者も含めてプリマスとマサチューセッツの地主たちはこの確認手続きを拒絶した。
結局のところ、アンドロスの狙いは既存の所有権を1度無効化して、王領政府への再確認を義務付け、その手数料と地代を徴収することにあった。
アンドロスは不法占有令状（writs of intrusion）を発行し、所有権の証明を強制しようとしたが、多くの土地を所有する大地主たちは、再証明の手続きではなく、個別の異議申し立てで応じた。
結局、アンドロス政権下では新たな土地所有権の認証はほとんど発行されなかった。200件の申請のうち承認されたのはわずか20件程度であった。

### コネチカットの完全併合
王領の範囲にはコネチカット植民地も含まれていたが、同植民地は強かに抵抗した。
着任間もないアンドロスは、コネチカットの知事ロバート・トリートに特許の破棄を求めた。コネチカットは表面的にはアンドロスとその政府の権威を認めていたが、直接的な支援を行わず、特許状の破棄命令にも応じなかった。アンドロスとトリートが特許状を巡って交渉している間も、変わらず特許状に基づいた統治がなされ、四半期ごとに議会を開き、役人の選出が行われていた。
1687年10月、業を煮やしたアンドロスは直接現地へと赴いた。10月31日、護衛兵を伴ってハートフォードに到着したアンドロスは当夜に、植民地の指導者らと会談を行った。この席上で、植民地政府側が特許状を机の上に置いて閲覧させたが、突然、照明が落ち、戻った時には特許状が消えていた。
特許状は近くのオークの木（後にチャーター・オークと呼ばれる）に隠されていたとされ、このため近隣の建物内の捜索などを行われたが発見には至らなかった。
コネチカットの記録によれば同日に、政府は印章を破棄し、活動停止した。アンドロスはボストンに帰る前にコネチカット領内を回り、司法官やその他役人の任命を行った。
1687年12月29日、王領評議会はコネチカットにも法律を適用することを決定し、併合が完了した。

### ニューヨークとニュージャージーの併合

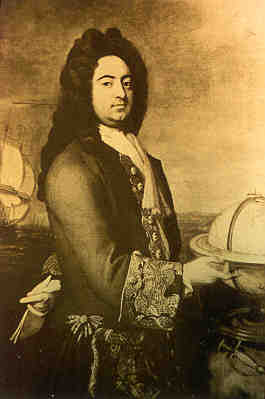
副総督として王領の南部を代理統治したフランシス・ニコルソンの肖像画。彼は王領崩壊後も新たな王室に仕え、南部植民地群の王冠植民地の総督を歴任した。

1688年5月7日、ニューヨーク、ニュージャージー（イースト・ジャージー、ウエスト・ジャージー）の各植民地の併合が完了した。これらは王領首都のボストンから遠く離れていたため、この地域の統治は王領副総督に任命されたフランシス・ニコルソンがニューヨーク市で行うことになった。
ニコルソンは陸軍隊長で、1687年初頭にアンドロスの護衛兵の一員（のち評議委員）としてボストンに来た植民地書記官ウィリアム・ブラスウェイトの弟子にあたる人物だった。
1688年の夏、アンドロスはまずニューヨークに趣き、次にニュージャージーを訪れ、委員会の設置を行った。ニュージャージーはもともと2人の領主からなる上に、経営権を複数人に譲渡したという複雑な統治権の土地であったが、マサチューセッツと同様に特許の取り消しによってその領主権はさらに曖昧なものとなっていた。領主たちは伝統的な荘園制の観点からアンドロスに請願を行い、概ねその領主権は認められていた。
結局、政府中枢から離れていたことや、1689年に予期せず王領が崩壊したことで、王領時代のニュージャージーは比較的平穏であった。

### インディアンとの外交
1687年、ヌーベルフランス総督デノンヴィル侯爵はニューヨーク西部のセネカ族の村々への襲撃を始めた。その目的は、オールバニのイングランド人とセネカ族が属するイロコイ連邦との貿易を妨害し、またニューヨーク総督時代のアンドロスが1677年に結んだ和平協定「盟約の鎖」を手切れにされることにあった。
ニューヨーク総督トマス・ダンガンは支援を求め、ジェームズはアンドロスに救援を命じた。同時にジェームズはルイ14世との交渉も開始し、北西部辺境地の緊張が緩和された。
しかし、ニューイングランドの北東部辺境地ではアベナキ族がイングランド人入植者に不満を抱き、1688年初頭に攻撃を開始した。アンドロスはメインに遠征すると多くのインディアン集落を襲撃した。またペノブスコット湾にあったフランスのサン＝カスタン男爵の交易拠点と住居も襲撃した。この時、アンドロスはカトリックの礼拝堂の保全を指示したが、これは後に、彼がカトリック教徒だと非難される原因となった。
1688年8月、アンドロスはニューヨークの行政権を継承し、オールバニでイロコイ族と会談して協定の更新を行った。この会談においてはアンドロスは、イロコイ族のことを「同胞」（"brethren"）ではなく「子供」（"children"）と呼んで、彼らを困惑させた（すなわちアンドロスはイロコイ族を対等な存在ではなく、自分たちに従属していると見ていた）。
辺境部ではアベナキ族の襲撃が続く中、アンドロスはボストンに戻った。メインの状況も悪化しており、イングランド人入植者たちはインディアンの村を襲撃しては捕虜をボストンに送還していた。アンドロスはメインの入植者たちを批判し、インディアンを釈放して同地に帰したが、これはメインの人々の反感を買った。その後、アンドロスは大軍を率いてメインに進駐し、アンドロス砦を含む、防衛のための要塞群の追加建設に着手した。
アンドロスはメインで冬を過ごすことになったが、この間にイングランド本国では名誉革命が行っていた。その情報が植民地に届き、ボストンで不満が高まっているとの噂を聞くと、3月にボストンに帰還した。

## 名誉革命と王領の崩壊

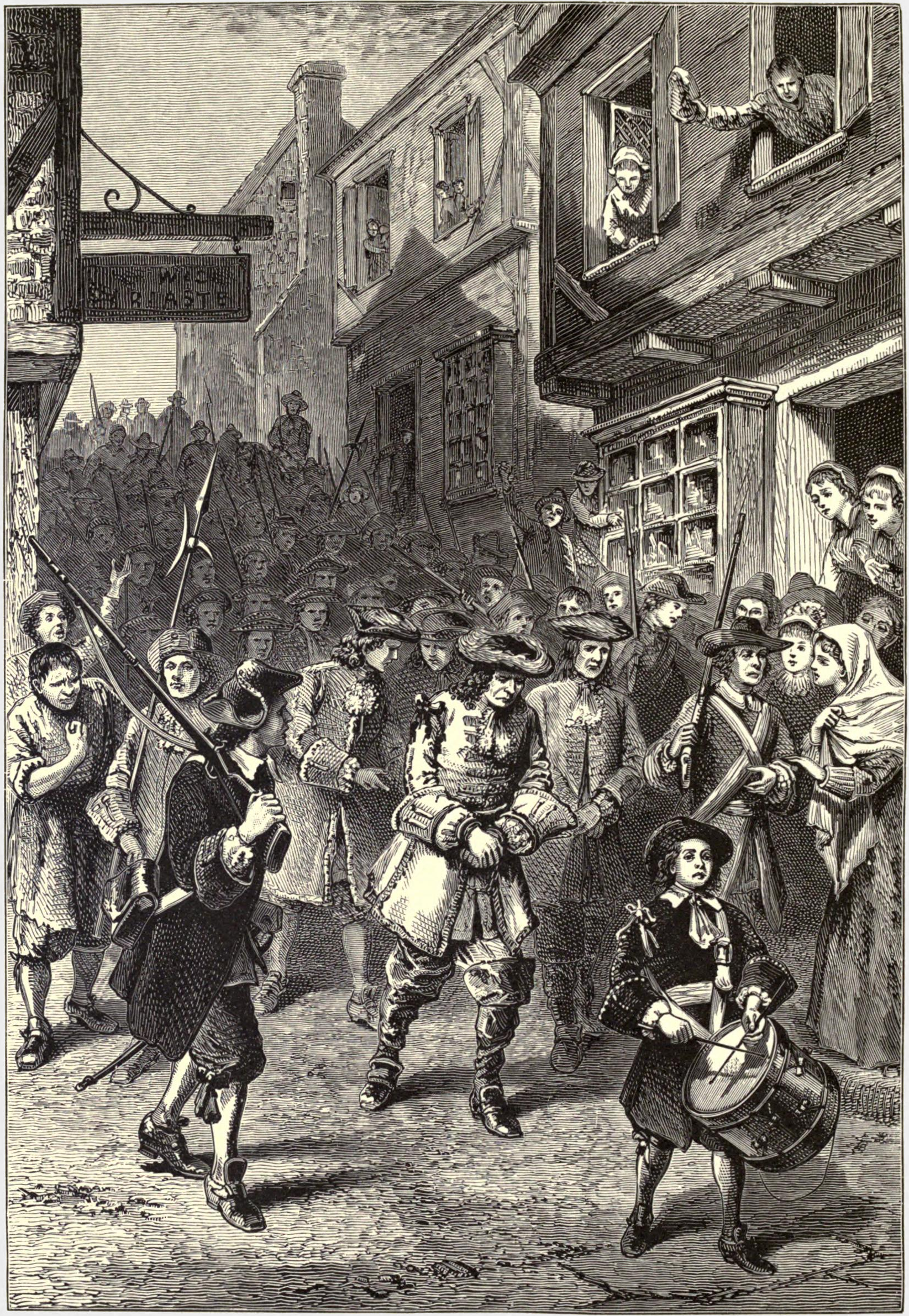
ボストン暴動でアンドロスを捕縛したシーンを描いた版画

コットンとインクリースのマザー親子に率いられたマサチューセッツの宗教指導者たちは、アンドロスの統治に反発し、王室に影響を与えるべく抗議運動を起こした。1687年5月にジェームズが信仰自由宣言を行い、非国教徒への配慮を見せるとインクリースは王室からの好感とそれに伴う影響力を得るため、王室に感謝の手紙を送り、また仲間たちにも国王への明示的な感謝を行うよう勧めた。
10人の牧師がそれに同意し、またアンドロスに対する植民地人の考えを直訴すべくインクリースをイングランド本国へ派遣することを決めた。
しかし、この動きを知ったランドルフは、これを防止するためインクリースを逮捕した。裁判で無罪となると、ランドルフは新たな罪状で2つ目の逮捕状を作成し、抵抗した。
このため、1688年4月にインクリースはイングランドへの船に密航し、他の使節と共に大西洋を渡った。インクリースらはジェームズに好意的に迎えられ、彼は1688年10月に植民地の懸念に対処することを約束した。
ところが、同年12月に名誉革命が起こり、ジェームズは廃位され、ウィリアム3世とメアリー2世が新たに国王に即位した。
その後、使節団は新国王と商務卿に、剥奪されたマサチューセッツ湾への特許状の回復を請願した。加えて、インクリースはアンドロスに本国で革命が起こったことを知らせるのを遅らせて欲しいと商務卿に頼んだ。
また、インクリースは自治時代の植民地知事であったサイモン・ブラッドストリートに、王領の特許が無効化されたことと「民衆に変革に備えるように」という内容の手紙を送った。
ブラッドストリートは水面下で仲間を募り、1689年4月18日にボストンで反乱を起こした（ボストン暴動）。機先を制すると自治時代の判事たちや、王領評議会の一部のメンバーは、アンドロスに降伏を迫る公開書簡を送った。
アンドロスやランドルフ、ダドリー、その他の王領支持派は逮捕され、ボストンに拘留された。
その後、他の各植民地でも王領の役人たちが捕らえられ、以前の政治体制を復活させたために王領は事実上崩壊した。例えばプリマスでは王領評議員のナサニエル・クラークが4月22日に逮捕され、前知事のトマス・ヒンクリーが復職した。ロードアイランドでは特許に基づく政治体制が復活し、5月1日には選挙が行われて前知事のウォルター・クラークが選ばれたものの、彼は就任を固辞したためにしばらく統治責任者不在の状態が続いた。コネチカットは以前の政治体制に戻った。
ニューハンプシャーは正式な現地政府を失ったために、ブラッドストリートによる事実上の統治下に置かれた。
ボストン暴動のニュースは4月26日までにはニューヨーク植民地に届いたが、ニコルソン副総督はただちに行動を起こさなかった。
勾留中のアンドロスはニコルソンにメッセージを伝えることを成功した。ニコルソンは5月中旬には支援要請を受け取ったものの、ニューヨーク自体で緊張が高まっていたことと、彼の部隊のほとんどがメイン植民地に派遣されていたために効果的な行動が取れるような状況になかった。
5月末には地元民兵隊の隊長であったジェイコブ・ライスラーが反乱を起こし（ライスラーの反乱）、ニコルソンは何もできずイングランドへ逃亡した。
この反乱は最終的に1691年にウィリアムに任命されたヘンリー・スローター（のちニューヨーク総督）による鎮圧まで続いた。最終的にスローターによってライスラーは大逆罪で裁かれ、処刑された。

### マサチューセッツ湾直轄植民地の成立
王領は短期間で崩壊したものの、そのまま従前の状態に戻ることはなく、マサチューセッツとプリマスの両植民地は法的次元の問題に立たされた。すなわち、マサチューセッツの特許状は剥奪されたままであったし、プリマスに至っては特許を受けたことすらなかった。この結果、植民地政府は法的な正統性に欠け、従来指導者層の政敵たちはこの点を攻撃した。
さらにこの地域を襲った問題は1689年に勃発したウィリアム王戦争であった。フランスとインディアンの連合軍を相手にする上で、ヌーベルフランスと長い国境線を接するマサチューセッツは特に防衛軍を配備せざるを得なかった。防衛費を賄うために植民地には重い税が課せられ、戦争は植民地の貿易再建に支障をきたした。
そこで両植民地政府は、王室より新たな特許状を受けることで、こうした諸問題の解決を試みた。このためにインクリース・マザーをリーダーとした使節団はロンドンに向かい、商務卿に特許状の復活（プリマスは新規勅許）を願い出た。しかし、国王ウィリアム3世は現地政府が再びピューリタンによる神権政治を実践することを好まなかった。王室は、マサチューセッツ湾植民地を中核としてプリマスら近隣植民地を合併した新植民地を王室直轄地として設立することを決定した（マサチューセッツ湾直轄植民地）。これはマザーが避けたかった非ピューリタンにも参政権を認めるといった決定も下されたが、一方で総督の人選に植民地人の助言が認められるという妥協もあり、植民地出身で、マザー家と縁があったウィリアム・フィップスが初代総督に選ばれた。

## 歴代首長
王領の歴代首長の一覧。任命のみに終わったパーシー・カークも含む。
| 名前                   | 正式職名                     | 任命日        | 着任日               | 離任日         |
| ---------------------- | ---------------------------- | ------------- | -------------------- | -------------- |
| パーシー・カーク       | ニューイングランド王領総督   | 1684年        | 1685年に任命取り消し | -              |
| ジョセフ・ダドリー     | ニューイングランド評議会議長 | 1685年10月8日 | 1686年5月25日        | 1686年12月20日 |
| エドマンド・アンドロス | ニューイングランド王領総督   | 1686年6月3日  | 1686年12月20日       | 1689年4月18日  |

## 歴代法務長官
| No. | 法務長官                   | 法務長官                   | 任期                      | 備考 |
| --- | -------------------------- | -------------------------- | ------------------------- | ---- |
| 1   | ベンジャミン・ブリヴァント | ベンジャミン・ブリヴァント | 1686年7月26日 – 1687年4月 |      |
| 2   | ジャイルズ・マスターズ     | ジャイルズ・マスターズ     | 1687年4月 – 1687年8月     |      |
| 3   | ジェームズ・グラハム       | ジェームズ・グラハム       | 1687年8月 – 1689年6月     |      |